# Hanzhong
Hanzhong (kinesisk skrift: 汉中市, pinyin: Hànzhōng, W.-G.: Hanchung) er en by på præfekturniveau i den sydvestlige del af provinsen Shaanxi i det centrale Kina. Bypræfekturet har et areal på 27.246 km², og en befolkning på 3.780.000 mennesker (2007); det ligger langs den øvre del af floden Hanjiangs løb, syd for Qinlingbjergene og nord for Bashanbjerget. 

## Administrative enheder
Hanzhong består af et bydistrikt og ti amter:
- Bydistriktet Hantai – 汉台区 Hàntái Qū ;
- Amtet Nanzheng – 南郑县 Nánzhèng Xiàn ;
- Amtet Chenggu – 城固县 Chénggù Xiàn ;
- Amtet Yang – 洋县 Yáng Xiàn ;
- Amtet Xixiang – 西乡县 Xīxiāng Xiàn ;
- Amtet Mian – 勉县 Miǎn Xiàn ;
- Amtet Ningqiang – 宁强县 Níngqiáng Xiàn ;
- Amtet Lüeyang – 略阳县 Lüèyáng Xiàn ;
- Amtet Zhenba – 镇巴县 Zhènbā Xiàn ;
- Amtet Liuba – 留坝县 Liúbà Xiàn ;
- Amtet Foping – 佛坪县 Fópíng Xiàn.

## Turistattraktioner
Blandt en lang række seværdige templer, byporte og altre ligger de smukke mausolæer for Zhang Qian (Silkevejens pioner) i amtet Chenggu og Cai Lun (papirets opfinder) i amtet Yang.

## Historie
Hanzhong var af strategisk militær betydning den gang området var i udkanten af det kinesiske kulturområde. 
Der var bebyggelse i området allerede under Shang-dynastiet. I 325 f.Kr. etablerede staten Qin Hanzhong som præfektur. I 206 f.Kr. var Hanzhong base for Liu Bang da han opbyggede Det vestlige Han-dynasti (206 f.Kr.-8 e.Kr.). Under De tre rigers tid (220-280) sendte Zhuge Liang, statsminister for kongedømmet Shu, seks gange tropper til Qishanbjerget, og havde Hanzhong som base for sin militærekspedition nordover mod kongedømmet Wei.

## Trafik
Kinas rigsvej 108 løber gennem området. Den begynder i Beijing og fører via Taiyuan, Xi'an og Chengdu mod syd til Kunming i den sydvestlige provins Yunnan. 
Kinas rigsvej 316 løber gennem området. Den fører fra Fuzhou i Fujian via Nanchang i Jiangxi og Wuhan i Hubei til Lanzhou i Gansu.